# Оболенская, Кира Ивановна
Ки́ра Ива́новна Оболе́нская (6 марта 1889, Грубешов, Влодавский уезд, Седлецкая губерния — 17 декабря 1937, Боровичи, Новгородская область) — русская княжна, преподаватель, деятель Александро-Невского братства.
Канонизирована Русской православной церковью в лике новомучеников и исповедников Российских в 2003 году.

## Биография
Родилась 6 марта 1889 года в родовитой, но обедневшей семье князей Оболенских. Отец, Иван Дмитриевич, был офицером. Мать — Елизавета Георгиевна (в девичестве Ольдерогге).
По достижении 10-летнего возраста Кира была привезена отцом в Санкт-Петербург для определения в Смольный институт благородных девиц, являвшийся традиционным местом обучения лиц дворянского происхождения: «Желая дочь мою, княжну Киру Ивановну Оболенскую, определить на собственном иждивении в Николаевскую половину Смольного института, — писал он в своем прошении, — прошу Совет учинить о том распоряжение на основании прилагаемых документов».
26 мая 1904 года успешно, с серебряной медалью, заканчивает институт благородных девиц. Первые шесть лет по окончании Смольного она дает частные уроки в качестве домашней учительницы. Впоследствии учительство стало главным занятием её жизни. Занималась частной преподавательской деятельностью. В 1910 году она стала учительницей в бесплатной школе для бедных, а также преподавала в ряде других школ города.
В сентябре 1916 года поступила на высшие курсы французского языка, которые окончила в мае 1917 года. С 1918—1930 годы работала преподавателем и библиотекарем в 32-й, 84-й и 73-й школах Санкт-Петербурга. Принимала активное участие в деятельности Александро-Невского братства.
По воспоминаниям её племянницы, Киры Литовченко:

В праздники и по будням, когда только могла, приходила в нашу квартиру на Сергиевской любимая тётя Кира. Она была тёплый, добрый, милый, ласковый и «уютный» человек. Одевалась скромно, голос у неё был мягкий, негромкий. Болезни и беды в нашей семье были и её бедами.

Библиотекаря 73-й школы Оболенскую арестовали 14 сентября 1930 года. Об освобождении хлопотала сестра Ленина Анна, знавшая её до революции как учителя в посёлке «Самопомощь» на станции Саблино. Но на допросах Оболенская отвечала прямо:

Я не отношу себя к разряду людей, разделяющих платформу Советской власти…"

Мои разногласия с Конституцией советской начинаются от вопроса об отделении церкви от государства… Раскулачивание считаю мерой несправедливой по отношению к крестьянству, карательную политику Советской власти, как террор и пр., считаю неприемлемыми для гуманного и цивилизованного государства… Никаких к. р. группировок, организаций или отдельных лиц, активно враждебно настроенных к Советской власти, я не знаю, но одновременно заявляю, что называть какие бы то ни было фамилии, если бы речь шла об их причастности к политическому криминалу против Сов. власти, считаю недостойным себя, ибо знаю, что это в условиях советской действительности навлекло бы для них неприятности, вроде арестов, высылок и т. п.
Ей дали пять лет лагерей. На Беломорстрое Кира Оболенская работала в лагерной больнице. Была переведена в Свирлаг.
В 1934 году освобождена. В 1936 году поселилась в Боровичах, преподавала немецкий язык в школе.
20 октября 1937 года Киру Оболенскую арестовали.
10 декабря 1937 года решением ленинградской Особой тройки НКВД, в составе чекистов Л. М. Заковского, его заместителя В. Н. Гарина (сын священника) и прокурора области Б. П. Позерна она была приговорена к расстрелу в порядке выполнения решений Политбюро ВКП(б) о борьбе с остатками капиталистических классов.
18 декабря Бранинов и комендант оперсектора Рогозин оформили по накопившимся предписаниям общий акт о том, что 89 человек расстреляны 17 декабря 1937 года. Место погребения не найдено.

## Канонизация
7 мая 2003 года Священный синод Русской православной церкви причислил Киру Оболенскую к лику святых новомучеников и исповедников Российских.